# Nokia N75
Nokia N75 je multimediální smartphone od společnosti Nokia využívající operační systém Symbian S60. Zajímavostí Nokie N75 je, že byla vytvořena speciálně pro severoamerický trh, ale po rozšíření technologie 3G byla prodávána i v Evropě.

## Hlavní vlastnosti
| Vlastnosti             | Specifikace                                                        |
| ---------------------- | ------------------------------------------------------------------ |
| Tvar                   | Véčko                                                              |
| Platforma              | Series 60(S60) 3rd Edition                                         |
| Operační Systém        | Symbian OS 9.1                                                     |
| GSM frekvence          | 850/900/1800/1900 MHz                                              |
| GPRS                   | Ano                                                                |
| EDGE                   | Ano                                                                |
| WCDMA                  | Ano                                                                |
| Hlavní displej         | 2,4palcový QVGA, TFT, 16 milionů barev, 240×320 pixelů             |
| Fotoaparát             | 2,0 Mpx, blesk: LED, 20 × digitální zoom, Exif                     |
| Nahrávání videa        | Ano – MPEG-4 H.263 VBR CIF (352×288) @ 15 fps                      |
| Webový prohlížeč       | Ano – plná verze prohlížeče Web browser                            |
| Multimediální zprávy   | Ano                                                                |
| Video hovory           | Ne                                                                 |
| Push to talk           | Ne                                                                 |
| Podpora Javy           | Ano                                                                |
| Dostupná vnitřní paměť | 40 MB                                                              |
| Hudební přehrávač      | MP3, NB-AMR, WB-AMR, Reálné tóny, WAV, AAC, eAAC +, RealAudio, M4A |
| Bluetooth              | 2.0 EDR (3Mbit/s)                                                  |
| Infračervený port      | Ano                                                                |
| Dostupnost             | V ČR se neprodává                                                  |
| E-mail klient          | Ano                                                                |
| Baterie                | 800 mAh Nokia BL-5BT                                               |
| Váha                   | 124 g                                                              |
| Rozměry                | 95 × 52 × 20 mm                                                    |

### Recenze
- Recenze na serveru mobilmania.cz
- Recenze na severu idnes.cz
- Recenze na serveru gsm4u.cz